# Sankt Johann (Rheinhessen)
Sankt Johann in Rheinhessen ist eine Ortsgemeinde im Landkreis Mainz-Bingen in Rheinland-Pfalz. Sie gehört der Verbandsgemeinde Sprendlingen-Gensingen an, die ihren Verwaltungssitz in der Gemeinde Sprendlingen hat.

## Geographie
Sankt Johann liegt ca. 20 Kilometer südwestlich von Mainz und grenzt westlich an Sprendlingen und östlich an Wolfsheim.

## Geschichte
Das typische rheinhessische Weindorf hieß im Mittelalter Weiler Megelsheim und wurde im Jahr 1220 zum ersten Mal urkundlich erwähnt. 1234 kam Megelsheim zusammen mit Sprendlingen von den Raugrafen an die Grafschaft Sponheim-Kreuznach. Aus dieser Zeit stammt der untere Teil des Gemeindewappens Schachbrett Blau-Gold. 1417 erbte die Grafschaft Sponheim-Starkenburg 4/5 der Grafschaft Sponheim-Kreuznach, darunter auch die Ortsherrschaft über Megelsheim. 1437 vererbte Johann V., letzter Graf von Sponheim-Starkenburg die Ortsherrschaft an ein Kondominat des Markgrafen von Baden und des Grafen von Veldenz. 1444 erbt Pfalz-Simmern-Zweibrücken die Grafschaft Veldenz. 1459 kommt es zu einer Hausteilung in Pfalz-Zweibrücken und Pfalz-Simmern, dem auch St. Johann zugeschlagen wird und das 1559 auch die Kurpfalz erbt. 1707 wird das Kondominat aus Baden und nunmehr Kurpfalz im Bereich der ehem. Grafschaft Sponheim-Kreuznach aufgelöst. Nach dem Tod von Markgraf Ludwig Wilhelm wurde Sprendlingen badischer Besitz und bildete ein markgräflich-badisches Amt, dem Sankt Johann zugeordnet wurde. Der Ort blieb bis zum Ende des 18. Jahrhunderts bei Baden.
Von 1912 bis 1953 war Sankt Johann Endpunkt der schmalspurigen Überlandstraßenbahn Bad Kreuznach–St. Johann. Omnibusse lösten deren Verkehr dann ab.

## Politik

### Gemeinderat
Der Gemeinderat in Sankt Johann besteht aus zwölf Ratsmitgliedern, die bei der Kommunalwahl am 9. Juni 2024 in einer Mehrheitswahl gewählt wurden, und dem ehrenamtlichen Ortsbürgermeister als Vorsitzendem.

### Bürgermeister
Hans Bergmann wurde 1999 Ortsbürgermeister von Sankt Johann. Zuletzt im Rahmen der Kommunalwahl 2019 wurde er mit 56,42 Prozent der Stimmen erneut direkt als Ortsbürgermeister bestätigt. Bei der Direktwahl am 9. Juni 2024 trat er nicht erneut an. Seine Tochter Sandra Bergmann von der Bürgerliste St. Johann setzte sich mit einem Stimmenanteil von 54,1 % gegen einen Einzelbewerber durch. Ihre Amtseinführung war am 26. August 2024.

## Kultur und Sehenswürdigkeiten

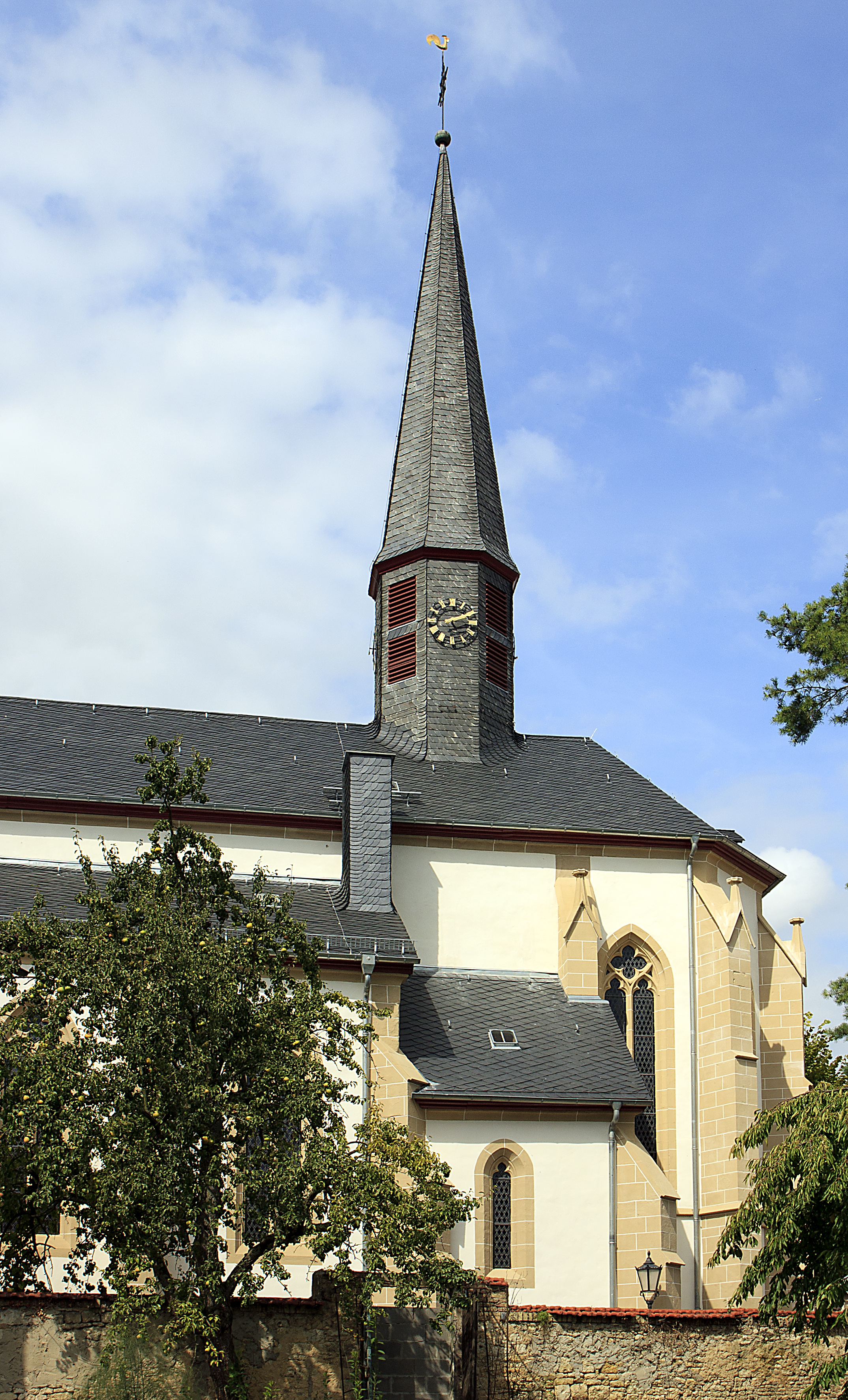
St. Johanneskirche

### Bauwerke
Wahrzeichen des Ortes ist die hochgotische evangelische Johanniskirche, die ausweislich der Darstellung auf dem Gewölbe-Schlussstein im Chor, ihren Namen von Johannes dem Täufer herleitet. Sie gehört zu den bedeutendsten Sakralbauten in Rheinhessen. Die Kirche wurde in der zweiten Hälfte des vierzehnten Jahrhunderts durch die Grafen von Sponheim-Kreuznach als Wallfahrtskirche erbaut und liegt am rheinhessischen Weg der Jakobspilger. Sehenswert sind ihre mittelalterlichen Wandmalereien, die besonders wegen einer monumentalen Darstellung (6 m × 8 m) der Verehrung Christi und Mariens durch Mitglieder der Stifterfamilie in einem phantastischen Architekturrahmen nach böhmischen Vorbildern unter Kunsthistorikern starke Beachtung finden, und die modernen Kirchenfenster von Heinz Hindorf.
Die bedeutende Orgel wurde 1793 vom hessen-darmstädtischen Hoforgelbauer Johann Philipp Oberndörfer für Roßdorf bei Darmstadt erbaut und 1848 von dort erworben.
Siehe auch:
- Liste der Kulturdenkmäler in Sankt Johann
- Liste der Naturdenkmale in Sankt Johann

### Sport
Oberhalb des Ortes auf dem Wißberg befindet sich ein Golfplatz.

### Regelmäßige Veranstaltungen
In der Johanniskirche finden regelmäßig Konzerte statt.
Der Sankt Johanner Jahrmarkt geht noch auf das Mittelalter zurück und wird am Wochenende nach dem Johannistag gefeiert.

## Söhne und Töchter der Gemeinde
- Erika Hofmann, Deutsche Weinkönigin 1954/1955